# Ecce Homo (Caravaggio, Madrid)
Ecce Homo (c. 1605–1609
) es una pintura atribuida al artista italiano Michelangelo Merisi de Caravaggio (1571-1610). La obra fue traída de Italia a España no mucho después de su creación y en el siglo XIX pasó a manos de Evaristo Pérez de Castro, quien la conservó en la colección de su familia. Al anunciarse su subasta en abril de 2021, el cuadro se atribuyó a un discípulo o seguidor de José de Ribera; la subasta se detuvo después de que se notificara al Gobierno español la posibilidad de que el cuadro fuera de Caravaggio. Actualmente pertenece a un coleccionista británico con residencia en España, quien la prestó para su exhibición al Museo del Prado de Madrid.

## Descripción
La obra de arte representa a Cristo y Poncio Pilato en la escena del Ecce Homo, un pasaje de la Biblia muy representado en el arte: Cristo es presentado a las multitudes desde un balcón o mirador antes de su crucifixión.Cristo aparece sangrando y con una corona de espinas. Pilato frente a él, se reclina en el balaustre del balcón desde el que se asoman, y con sus manos indica que "aquí está el hombre"; mientras, un esbirro a espaldas de Cristo le retira el manto rojo que le cubría. El cuadro mide 111 centímetros de alto y 86 centímetros de ancho.

## Historia
Se cree que el cuadro fue ejecutado entre 1605 y 1609. Fue traído de Italia a España en el mismo siglo. Se cree que la obra apareció por primera vez en 1631 como propiedad de Juan de Lezcano, secretario de un virrey español. En 1657 perteneció al conde de Castrillo. Permaneció en la colección real española tras ser regalada a Felipe IV de España; posteriormente, fue propiedad de Manuel Godoy, primer ministro de España bajo Carlos IV. 
Tras la caída en desgracia de Godoy, el cuadro pasó a la Academia de San Fernando, que en 1823 accedió a la propuesta del político Evaristo Pérez de Castro de canjearlo por un cuadro de Alonso Cano que él ofrecía; entonces ya se consideraba obra de Caravaggio, pero este pintor era menos estimado que Cano porque no encajaba en el gusto académico predominante en la época. Permaneció en la colección de la familia Pérez de Castro en Madrid durante dos siglos. La familia sacó el cuadro a subasta en abril de 2021 con un precio de salida de 1.500 euros y con atribución al círculo de José de Ribera (un discípulo o seguidor). El Gobierno español suspendió la subasta tras recibir una notificación de expertos en arte sobre la posibilidad de que el cuadro fuera obra de Caravaggio.    La obra fue declarada Bien de interés cultural, calificación que impide su exportación y que rebajó ostensiblemente su valor de mercado al no poder venderse en el mercado internacional. A pesar de ello, era presumible que se fijase por ella un precio inaccesible para la mayoría de coleccionistas y museos españoles, y finalmente la pintura fue adquirida en un trato privado (unos 36 millones de euros) por un ciudadano británico con domicilio en España, luego que el estado español renunciase a comprarlo. El propietario no podrá sacar la obra de territorio español, salvo en permisos temporales. Actualmente el Ecce Homo se expone en condición de préstamo en el Museo del Prado de Madrid, del 27 de mayo de 2024 al 23 de febrero de 2025.

## Atribución

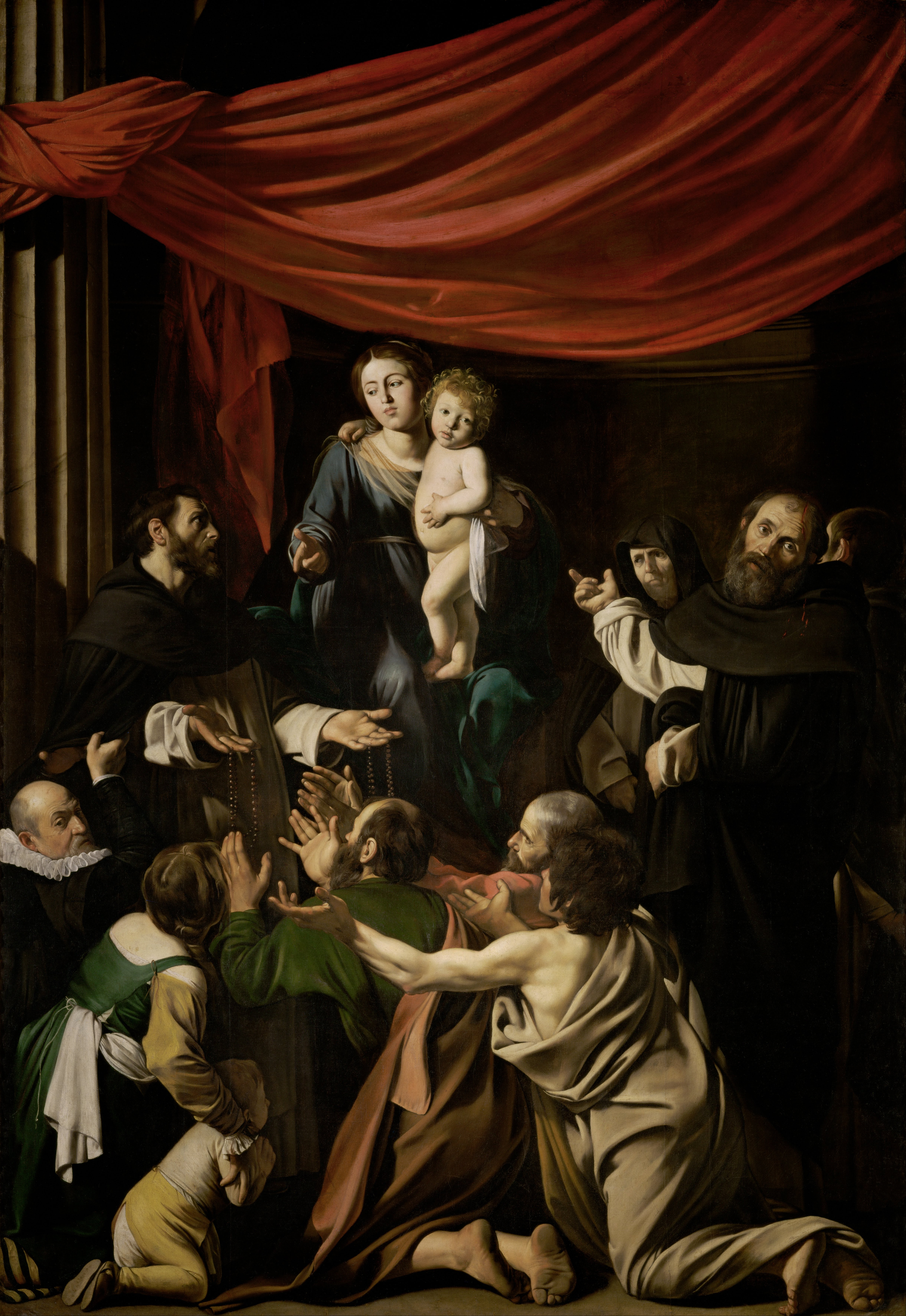
La Virgen del Rosario ha sido comparada con el Ecce Homo.

Mientras se subastaba, el Ecce Homo se atribuyó a un artista desconocido relacionado con José de Ribera, un artista español que imitaba el estilo pictórico de Caravaggio. Después de que los estudiosos se fijaran en ciertos detalles de la obra, se ha atribuido principalmente a Caravaggio, un pintor italiano que murió en 1610.  La obra ha sido identificada como suya por detalles como las pinceladas, el tamaño de la pintura y su similitud con otras obras de Caravaggio. Maria Cristina Terzaghi, profesora de historia del arte en la Universidad de Roma III, citó la cabeza y el torso de Cristo y la «tridimensionalidad de las tres figuras» del cuadro como pruebas de la autoría de Caravaggio. Terzaghi encontró que el color de la túnica en la pintura era similar al de Salomé con la cabeza de Juan el Bautista de Caravaggio; también encontró que la obra era similar a otras de Caravaggio, como la Virgen del Rosario. El profesor de la Academia de Bellas Artes de Bolonia Massimo Pulini creyó que la obra era de Caravaggio basándose en «la inclinación del rostro de Cristo, la luz, [y] el rostro del soldado», que encontró similar al de Baco enfermo.
La atribución del cuadro ha sido discutida por los especialistas. Nicola Spinosa, especialista en pintura italiana del siglo XVII, cree que la obra fue pintada al estilo de Caravaggio, pero que no es una obra suya auténtica. En la revista Finestre sull'Arte, Camillo Mazitti opinaba que a la obra «le faltaba el vigor dramático de Caravaggio». 

## Énlaces externos
- Esta obra contiene una traducción  derivada de «Ecce Homo (Caravaggio, Madrid)» de Wikipedia en inglés, concretamente de esta versión, publicada por sus editores bajo la Licencia de documentación libre de GNU y la Licencia Creative Commons Atribución-CompartirIgual 4.0 Internacional.

- Datos: Q125869859